# 薄別温泉
薄別温泉（うすべつおんせん）は、札幌市南区定山渓にある温泉。
定山渓温泉より国道230号を中山峠方面に向かい南西5kmほどの薄別川沿いに位置する。

## 泉質
定山渓温泉とは異なる源泉を持ち、泉質は炭酸水素塩泉とされている。

## 温泉街
一件宿で、高級旅館の「佳松御苑・吉兆」が営業を行っていたが、雪害による建物の損傷のため2014年（平成26年）3月23日より長期休館中となっていた。
2018年（平成30年）6月1日に「奥定山渓温泉 佳松御苑」として営業を再開した。